# Volognat
Volognat est une ancienne commune française du département de l'Ain. Le 1er mars 1973, la commune fusionne avec Mornay pour donner la commune de Nurieux-Volognat.

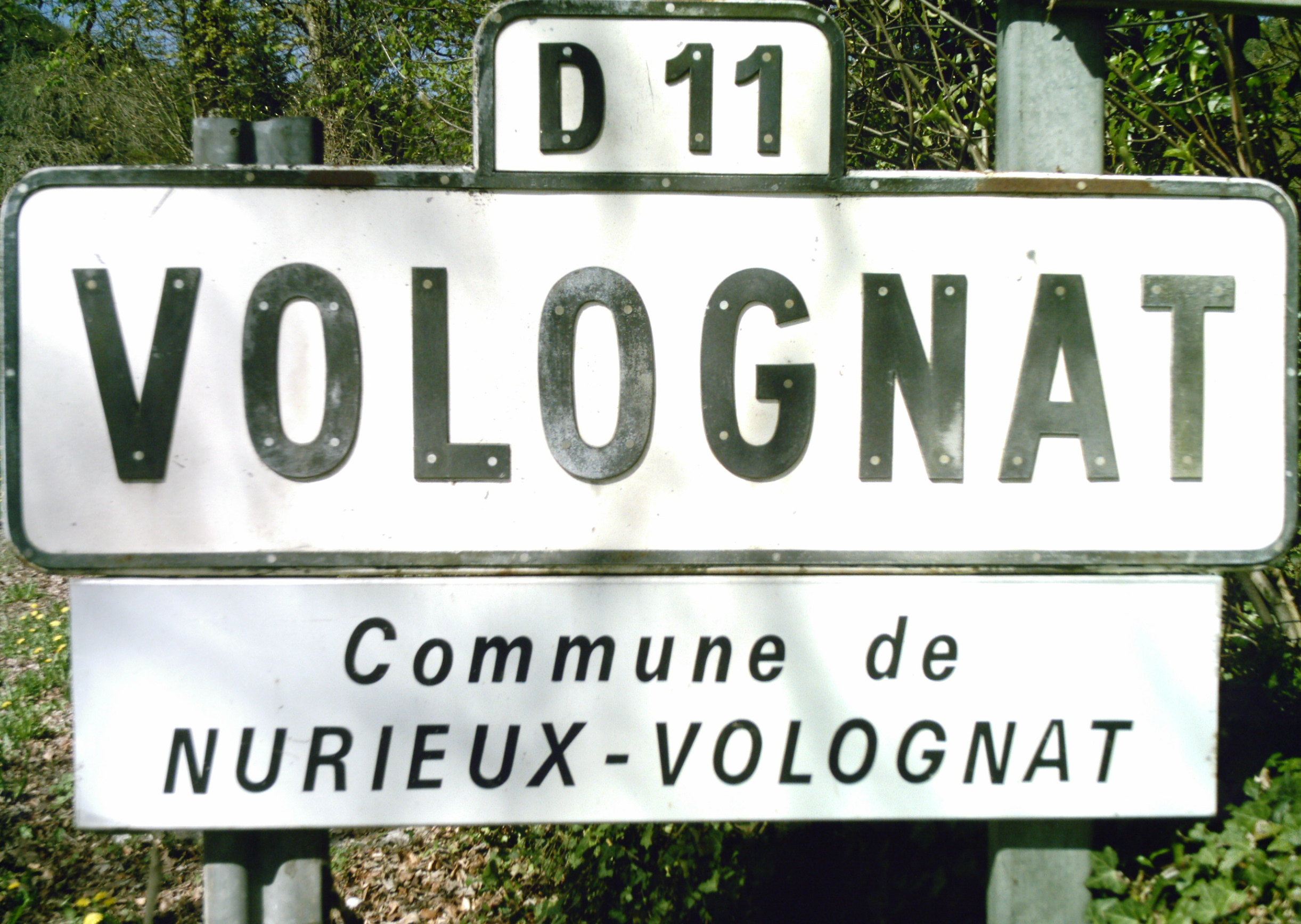
Panneau d'entrée de Volognat

## Toponymie
Le nom de la commune de Volognat n'a cessé de changer au cours des siècles tout comme le hameau de Berthiand. En voici la liste :
| Volognat    | Volognat            |  | Berthiand | Berthiand               |
| ----------- | ------------------- |  | --------- | ----------------------- |
| Date        | Nom                 |  | Date      | Nom                     |
| ?           | Volumniacus         |  | 1483      | In monte supra Bertuans |
| 1165        | Mansus de Voloniaco |  | 1808      | Bertiand                |
| 1299        | Volumpnia           |  | 1843      | Granges Bertiant        |
| 1394        | Voloignia           |  | 1887      | Berthiand               |
| XVIe siècle | Vollogna            |  |           |                         |
| 1611        | Vollagniaz          |  |           |                         |
| 1743        | Vollognat           |  |           |                         |
| 1789        | Vologniat           |  |           |                         |

## Histoire
Lors de la fusion avec Mornay le 1er mars 1973, c'est le nom de Nurieux, le hameau le plus peuplé de l'autre commune, qui est conservé au détriment de Mornay et au grand dam des habitants de l'ancien chef-lieu. Les habitants de Volognat étaient alors dans le même cas et décidèrent d'agir pour montrer leur mécontentement. En effet, plusieurs manifestations en opposition au nom de la nouvelle commune ont eu lieu dans les années 70 dans le village. De nos jours, les habitants de Volognat revendiquent toujours une envie de redevenir un village indépendant. Ces indépendantistes ont pour slogan : " Volognat Libre ! ".

## Population et société

### Démographie
| 1793 | 1800 | 1806 | 1821 | 1831 | 1836 | 1841 | 1846 | 1851 |
| ---- | ---- | ---- | ---- | ---- | ---- | ---- | ---- | ---- |
| 345  | 311  | 350  | 308  | 383  | 331  | 329  | 400  | 351  |

| 1856 | 1861 | 1866 | 1872 | 1876 | 1881 | 1886 | 1891 | 1896 |
| ---- | ---- | ---- | ---- | ---- | ---- | ---- | ---- | ---- |
| 333  | 306  | 283  | 271  | 265  | 269  | 291  | 269  | 244  |

| 1901 | 1906 | 1911 | 1921 | 1926 | 1931 | 1936 | 1946 | 1954 |
| ---- | ---- | ---- | ---- | ---- | ---- | ---- | ---- | ---- |
| 260  | 239  | 200  | 186  | 204  | 198  | 182  | 168  | 178  |

| 1962 | 1968 | - | - | - | - | - | - | - |
| ---- | ---- | - | - | - | - | - | - | - |
| 169  | 160  | - | - | - | - | - | - | - |

## Culture locale et patrimoine

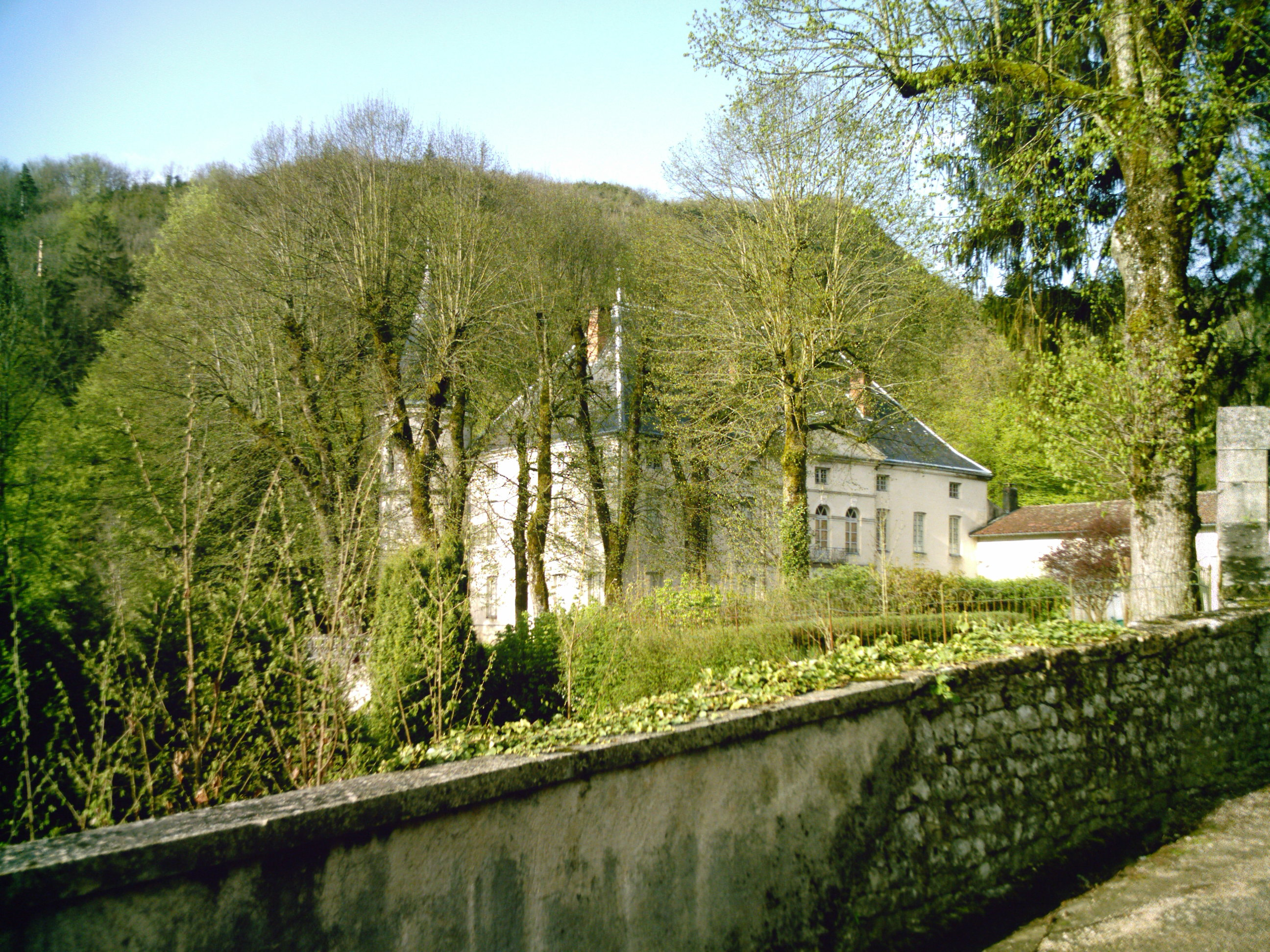
Le château de Volognat.

Le château de Volognat fut construit pour Hugonet de Mornay, petit-fils de Guillaume de Mornay. Le pouvoir de construction fut établi en 1301 et permit ainsi la création de la seigneurie de Volognat. Par le biais d'une suite de successions et de ventes, il appartient aujourd'hui aux descendants de la famille Vaffier. 
Le château, remanié au XIXe siècle, est situé en amont de Volognat, au centre d'un domaine de 9 hectares formé de parc, jardins et bois. Le bâtiment principal rectangulaire de 17 × 28 mètres possède trois étages. Le toit est recouvert d'ardoise. Au sud, une tour de 5 mètres de diamètre lui est accolé. Deux autres bâtiments sont annexés au château.
L'église de Volognat a été construite entre 1828 et 1831 sur l'emplacement de l'ancienne église qui fut jugée irréparable. Elle comporte une grande nef rectangulaire de dimension 30 × 10 mètres, voûtée et prolongée par un chœur de même dimension et voûté en cul de four. Le sol de la nef est un plancher, celui du chœur en carrelage de grès gris clair et parsemé de croix brun rouge. Le clocher flanque l'église au nord-est et mesure 15 mètres de hauteur. Son toit est en cuivre, et surmonté d'une croix et d'un coq-girouette.

### Personnalités liées à la commune
- Le Dr Émile Mercier (1910-1943)[6], médecin à Nantua et pionnier de la Résistance dans la région. Il est assassiné par les Allemands le 14 décembre 1943 à Maillat mais est inhumé au cimetière de Volognat, commune dont est originaire sa famille.

## Pour approfondir